# Försvarsmaktens hundtjänstenhet
Försvarsmaktens hundtjänstenhet (FHTE) är en hundenhet inom Försvarsmakten som verkat i olika former sedan 1980. Enheten är förlagd till Märsta (Boteleudd) och Sollefteå.

## Historik
Försvarsmaktens hundtjänstenhet bildades 2004 efter ett tidigare regeringsbeslut om att Försvarsmakten skulle lokalisera den avelsverksamhet som svarar mot myndighetens behov av tjänstehundar till Sollefteå med grunddressyr i Märsta. De första hundarna för militära ändamål utbildades dock redan 1911. Åren 1936–1970 svarade Arméns hundskola i Sollefteå för försvarets tjänstehundar. År 1980 bildades i Halmstad en hunddetalj vid Basbefälsskolan ingående i Flygvapnets Halmstadsskolor (F 14). Hunddetaljen blev efter några år självständig under namnet Försvarets hundtjänstenhet, men fortfarande underställd chefen för Flygvapnets Halmstadsskolor. År 1995 flyttades hundtjänstenheten till Tullinge, där övertog delar av det före detta flottiljområde som Flygvapnets Södertörnsskolor (F 18) var verksam på. Vid samma tidpunkt underställdes hundtjänstenheten chefen för Upplands flygflottilj. År 2000 flyttades verksamheten till Märsta. Våren 2002 blev enheten i Märsta en del av Livgardet. År 2004 startades avelsstationen i Sollefteå för produktion av tjänstehundar. 
I juni 2021 beslutade Försvarsmaktens produktionsledning att överföra Försvarsmaktens hundtjänstenhet från arméförbandet Livgardet till flygvapnet och Luftstridsskolan. Den 1 januari 2022 överfördes hundtjänstenheten till Luftstridsskolan, men med bibehållen gruppering till Märsta och Sollefteå, vilket uppmärksammades den 18 januari 2022 genom en ceremoni av förbandsbytet.

## Verksamhet
Försvarsmaktens hundtjänstenhet (FHTE) är en del av Luftstridsskolan och har sin hundavelsstation i Hågesta, i nära anslutning till Västernorrlands regementes kasernområde i Sollefteå. Försvarsmaktens hundtjänstenhet företräder Försvarsmakten i sakfrågor, biträder Högkvarteret vid ledning av sakområdet och svarar för central administration av hundtjänsten. Hundtjänst är ingen ny företeelse inom Försvarsmakten, redan år 1911 bedrevs det hundtjänst inom försvaret. Försvarsmaktens hundtjänstenhet föder upp och dresserar tjänstehundar för vapen- och ammunitionssök samt patrullhundar (försvarsmaktshundar). Hundarnas träning och hundförarnas utbildning skapar förutsättningar för såväl nationella som internationella uppdrag.
”Ingenio et Labore” är hundtjänstens valspråk och innebär översatt: Genom fallenhet och ansträngning. Detta beskriver verksamheten väl, både hund och människa måste ha ”känsla” och grundförutsättningar att klara av tjänsten samt att det kräver hårt jobb av alla i verksamheten för att nå hela vägen till operativa tjänstehundsekipage.
Försvarsmaktens hundtjänstenhet är ledande när det gäller att utveckla hundtjänsten inom försvaret. Det är FHTE som förser myndighetens olika förband med tjänstehundar och samtidigt ansvarar för att hundarna motsvarar kraven.
På Försvarsmaktens hundtjänstenhet arbetar både officerare och civila med stor erfarenhet inom hundtjänst. Hundavelsstationen har uppdraget att förse Försvarsmakten med cirka 50 dressyrämnen per år. Ansvarsområdet omfattar avelsplanering, skötsel av tik och valpar, fodervärdsrekrytering, utplacering av valpar och support under fodervärdstiden som varar till dess att hunden är cirka 18 månader. Avel med egna hundar påbörjades sommaren 2005 och har i dag passerat 400 födda valpar. Anskaffning av avelsdjur pågår kontinuerligt genom egen avel och inköp.

## Heraldik och traditioner
”Ingenio et Labore” är hundtjänstens valspråk och innebär översatt: Genom fallenhet och ansträngning. År 2015 tilldelades Försvarsmaktens hundtjänstenhet sitt nuvarande heraldiska vapen.

## Förbandschefer
- 1980–19??: ???
- 19??–1999: Major Lennart Wetterholm
- 1999–2004: ???
- 2004–2019: Major Thomas Goder
- 2019–2021: Överstelöjtnant Håkan Adén [b]
- 2021–20xx: Major Håkan Kjellsson [c]

## Namn, beteckning och förläggningsort
| Försvarets hundtjänstenhet      | 1980-??-?? | – | 1995-??-?? |
| Försvarsmaktens hundtjänstenhet | 1995-??-?? | – |            |

| FHTE | 2004-01-01 | – |  |

| Halmstads garnison/Mickedala (F) | 1980-??-?? | – | 1995-??-?? |
| Stockholms garnison/Tullinge (F) | 1995-??-?? | – | 2000-09-30 |
| Rosersberg/Boteleudd (F)         | 2000-10-01 | – |            |
| Sollefteå garnison/Hågesta (F)   | 2004-01-01 | – |            |